# (6852) 1985 CN2
(6852) 1985 CN2 là một tiểu hành tinh vành đai chính. Nó được phát hiện bởi Henri Debehogne ở Đài thiên văn La Silla ở Chile ngày 14 tháng 2 năm 1985.